# درياكنار (مقاطعة فريدونكنار)
درياكنار (بالفارسية: دریاکنار) هي مستوطنة تقع في مازندران في إيران. يقدر عدد سكانها بـ 581 نسمة .